# Clariane
Clariane, connu sous le nom Korian jusqu'en 2023, est un groupe européen spécialisé dans les services de santé, les soins de longue durée et l’aide à domicile. Coté à la Bourse de Paris (SBF 120), il est présent dans six pays européens. Le groupe a adopté en juin 2023 la qualité de "société à mission". L'entreprise gère des maisons de retraite médicalisées (Ehpad), des cliniques de soin et de réadaptation (SSR) et des résidences de soins et d’hospitalisation à domicile.
Son siège se trouve à Paris. Le groupe est leader européen du secteur depuis le placement d'Orpea en procédure de "sauvegarde accélérée".
Fin 2024, Clariane emploie 63 000 collaborateurs et structure ses activités autour de trois pôles dans le champ de la dépendance et des services de santé. Le groupe exploite un réseau de 666 maisons de retraite médicalisées (EHPAD) dans six pays européens sous différentes marques, ainsi que 277 établissements de santé spécialisés (SSR, santé mentale, soins à domicile) et 373 maisons en habitat partagé pour seniors.

## Historique
Charles Ruggieri, un entrepreneur immobilier, fonde Finagest, en l'an 2000 avec le soutien de financiers. Ainsi, Finagest acquiert « sept maisons de retraite à Besançon ». En 2003, l'entreprise rachète le groupe de maisons de retraite Serience et renomme Finagest en groupe Suren.
En 2005, le groupe Suren lance une OPA sur Medidep, une entreprise de deux fois sa taille qui vient de perdre son principal actionnaire, Orpea,.
L'opération aboutit en 2006 et le Groupe Suren se renomme Korian. La même année, Korian est introduit en bourse sur l'Eurolist et lève 137 millions d'euros,,.
En juillet 2007, le groupe Korian acquiert pour 80 millions d'euros Segesta, basé à Milan en Italie. Fin septembre 2007, en Allemagne, Korian achète Phönix, une société basée en Bavière. En 2008, environ 60 % du chiffre d'affaires est réalisé dans les Ehpad.
Le groupe fait régulièrement appel à des investisseurs qui détiennent les murs de ses établissements. Ainsi, en juin 2009, Korian réalise une augmentation de capital de 70 millions d'euros,.
En 2011, Korian présente sa première chambre témoin « en kit » dans le but de baisser ses prix.
En 2013, Korian lance, pour 106 millions d'euros, une OPA amicale sur Curanum, le numéro 3 du secteur en Allemagne, triplant sa présence dans le pays.
Le 18 mars 2014, les assemblées générales mixtes des actionnaires de Korian (1 345 millions d'euros de chiffre d'affaires en 2012) et de Medica (901 millions de chiffre d'affaires en 2012), à plus de 99 % des voix, approuve la fusion-absorption de Medica par Korian,. Cette opération marque l'aboutissement du rapprochement entre les deux sociétés lancé le 18 novembre 2013,. Korian et Medica donnent ainsi naissance à la première entreprise européenne de maisons de retraite en Europe, avec 40 % du chiffre d'affaires réalisé hors de France,,.
En juillet 2014, le fondateur de Korian, Charles Ruggieri, vend sa participation au capital du groupe, dans le cadre du développement de ses autres activités.
Début janvier 2015, Korian rachète le groupe Evergreen (35 millions de chiffre d'affaires), qui contribue à sa croissance en Allemagne. En novembre 2015, il acquiert Casa Reha (270 millions de chiffre d'affaires).
Fin 2015, l'ancien PDG, Yann Coléou, est remplacé par Sophie Boissard, notamment à cause d'une baisse de la rentabilité en Allemagne,. La même année, Domitys et Korian mettent en place un partenariat pour le suivi des cas particuliers nécessitant une hospitalisation ponctuelle,.
En mai 2016, Korian annonce l'acquisition de Foyer de Lork, une entreprise flamande de résidence médicalisée et de maison de retraite, qui possède 1 200 lits pour un chiffre d'affaires de 70 millions d'euros. Avec cette acquisition, Korian devient le deuxième acteur du secteur en Belgique avec un chiffre d'affaires de 290 millions d'euros.
Le groupe Korian a doublé en cinq ans, de 2011 à 2016, les dividendes versés à ses actionnaires.
Depuis 2016, Korian est le leader sur le marché allemand, notamment grâce à des acquisitions,,. En 2018, à la suite du rachat de 21 établissements au belge Senior Assist, Korian est devenu le premier opérateur belge avec 122 lieux de vie pour les seniors (maisons de repos et de soins et résidences services) et 2 réseaux de soins à domicile.
Fin décembre 2017, Korian achète 70 % du capital de la société franc-comtoise Ages et Vie qui développe depuis 2006 un concept de colocations entre seniors dans des maisons de huit personnes, accompagnées par trois auxiliaires de vie,.
En mars 2018, Le Monde rapporte que le groupe Korian se trouve contraint d'un côté par une grève de salariés et un rapport parlementaire réclamant plus de moyens humains et financiers pour les ehpad, de l'autre côté par les exigences des actionnaires en matière de profits.
La concurrence avec l'autre leader européen du secteur, Orpea, est également forte : si leur chiffre d'affaires est identique (3,1 milliards d’euros en 2017), la valeur de Korian en bourse est trois fois inférieure à celle de son rival. « Fragilisée », l'entreprise suscite alors l'intérêt de fonds de placement, mais selon sa directrice Korian « n'est pas à vendre »,. En mai 2018, Korian fait l'acquisition de l'établissement d'hospitalisation à domicile CliniDom à Clermont-Ferrand.
En novembre 2018, Korian acquiert Petits-fils, une entreprise présente en France sur le marché des soins à domicile (40 millions de chiffre d'affaires),. Le 7 décembre 2018, Korian signe avec Icade trois projets de constructions de cliniques de soins de suite et de réadaptation.
Le 9 janvier 2019, Korian entre en Espagne avec l’acquisition de la société « Seniors » qui exploite sept établissements médicalisés autour de Malaga, en Andalousie. Dans le même temps, Korian fait l'acquisition du groupe Omega implanté dans le Sud-Ouest de la France (40 millions d'euros de chiffre d'affaires) et de la société allemande Schauinsland basée dans le Land du Bade-Wurtemberg,. Ces trois acquisitions augmentent le chiffre d'affaires d'environ 70 millions d'euros,. Korian détient désormais 20 % des murs de ses établissements.
En mars 2019, Korian, en partenariat avec Adecco et Sodexo, lancent un centre de formation des apprentis (CFA) aux métiers de la cuisine et de la restauration,. La même année, Korian est classée leader du marché européen dans le secteur,.
Le 15 avril 2019, Korian entre aux Pays-Bas à la suite de l'acquisition de Stepping Stones spécialisée dans l'accompagnement de la maladie d'Alzheimer et des troubles cognitifs.
En mai 2020, Korian annonce le versement d'un bonus de 1 500 à 22 000 salariés, dans le contexte de leur implication pendant la période de pandémie.
En octobre 2020, Korian acquiert Inicea, une entreprise française spécialisée dans les établissements de soins notamment psychiatriques, pour 360 millions d'euros. Cet achat est financé par une augmentation de capital de 400 millions d'euros.
En février 2021, le groupe entre au Royaume-Uni avec l'acquisition de 6 résidences senior appartenant au groupe Berkley. La même année au mois de septembre, le groupe fait l'acquisition de L'espagnol Grupo 5, spécialisé dans la santé mentale. Fin 2021, Korian s’associe avec l'entrepreneur Serge Trigano pour proposer des lieux de vie à l’image des maisons de vacances,,. La même année, Korian met en place un partenariat avec Monoprix afin d'appliquer le dispositif “Emploi Passerelles”, permettant de former et de recruter des salariés issus d'entreprises partenaires "dont l"emploi est menacé".
Au premier semestre 2022, le chiffre d'affaires de Korian augmente de 5,5 % à 2,22 milliards d'euros mais son bénéfice net chute de moitié et descend à 21,7 millions d'euros. En 2022, Korian possède un réseau de 113 cliniques et centres de soin en France.
Fin 2022, Korian contrôle un réseau de 1000 établissements de 90 000 lits dans 6 pays européens différents. Le groupe réalise 90% de son chiffre d'affaires dans 3 pays : France (48,7%), Allemagne (24,8%) et Italie (11%).
En juin 2023, Korian se voit attribuer la qualité d'entreprise à mission.
Sur l'année 2022, Korian a embauché 5 000 salariés.
En 2023 est voté la création du groupe Clariane, disposant de la qualité de société à mission,. La même année, Clariane ouvre son université. En décembre de la même année, 185 collaborateurs sortent diplômés,.
En juin 2023, Clariane annonce l’entrée au capital d’un véhicule immobilier d’un groupe d’investisseurs constitué d’ Amundi Immobilier, Covéa, Crédit Agricole Assurances et Malakoff Humanis,, ainsi qu'avec la Banque des Territoires (Groupe Caisse Des dépôts) dans le cadre du développement de son réseau de santé en France,.
Affaibli par la remontée des taux d’intérêt et l’affaire ORPEA, le conseil d'administration annonce en novembre 2023 un plan de refinancement de 1,5 milliard d'euros. L'opération consistant à éponger une partie de la dette du groupe intègre refinancements, cessions d’actifs et augmentation de capital.
En décembre 2023, Clariane signe un partenariat immobilier, pour un montant de 140 millions d’euros,, avec Crédit Agricole Assurances (son premier actionnaire), dans le cadre de son plan de refinancement,. Le 29 décembre, Clariane finalise la première étape de son plan de refinancement,.
Le 8 février 2024, le groupe obtient la dérogation AMF.
En mai 2024, Clariane annonce avoir reçu une promesse d'achat de la Fondation Santé Service, pour son activité d'hospitalisation et de services de soins infirmiers à domicile, et l’entrée au capital de HLD Europe, le fonds d'investissement de Jean-Bernard Lafonta à hauteur de 20%.

## Activités
Clariane emploie 63 000 collaborateurs et structure ses activités autour de trois pôles principaux dans le champ de la prise en charge de la dépendance et des services de santé :
- Maisons de retraite médicalisées (Ehpad) : Clariane exploite des établissements d’hébergement pour personnes âgées dépendantes (EHPAD), proposant un accompagnement médicalisé à des personnes en perte d’autonomie. Au 31 décembre 2024, le groupe en exploite 666 en Europe, sous différentes marques dans six pays[15] : Korian (France, Allemagne, Belgique, Italie), Seniors Residencias (Espagne), Hestia Zorg, Het Gouden Hart et Stepping Stones (Pays-Bas). Les prestations incluent des séjours permanents, temporaires, et des unités dédiées à l’accueil de jour ou aux troubles cognitifs.

- Établissements et services de santé spécialisés : Le groupe gère 277 structures médicales[15] offrant des soins de suite et de réadaptation (SSR), de la santé mentale et des soins infirmiers à domicile. Ces établissements sont répartis en France (notamment sous la marque Inicea), en Espagne et en Italie. Ils couvrent à la fois des hospitalisations complètes et des prises en charge ambulatoires.

- Habitat partagé : Clariane développe également des habitats partagés à destination des personnes âgées. En 2024, le groupe comptait 373 maisons en colocation seniors sous la marque Âges & Vie[15].

### Finances
Les données financières clés de Clariane sont résumées ci-dessous.
| Années                                                     | 2018   | 2019   | 2020   | 2021   | 2022   | 2023     | 2024     |
| ---------------------------------------------------------- | ------ | ------ | ------ | ------ | ------ | -------- | -------- |
| Chiffre d'affaires (CA)                                    | 3 336  | 3 613  | 3 874  | 4 311  | 4 534  | 5 047    | 5 281    |
| Résultat d'exploitation                                    | 299    | 374    | 304    | 342    | 348    | 163      | 262      |
| Marge opérationnelle (Résultat d'exploitation / CA)        | 8,9 %  | 10,3 % | 7,8 %  | 7,9 %  | 7,67 % | 3,22 %   | 4,96 %   |
| Résultat net                                               | 123    | 136    | 65     | 117    | 22,1   | - 93     | - 51,6   |
| Marge nette (Résultat net / CA)                            | 3,68 % | 3,76 % | 1,67 % | 2,71 % | 0,49 % | - 1,84%  | - 0,97 % |
| Capitaux propres                                           | 2 509  | 2 558  | 2 857  | 3 329  | 3 516  | 3 583    | 3 692    |
| Rentabilité des capitaux (Résultat net / capitaux propres) | 4,91 % | 4,48 % | 1,38 % | 2,84 % | 0,63 % | - 2,59 % | - 1,39%  |

## Direction
Depuis le 21 mars 2012, le groupe a adopté une gouvernance à conseil d'administration.

### Directeurs généraux
- 2012-2015 : Yann Coléou (Rémunération 2015 : 3 483 585 €. Indemnités de départ 2015 : 1 837 000 €[112],[113],[47].
- Depuis janvier 2016 : Sophie Boissard (Salaire fixe : 450 000 €. Rémunération totale 2016 : 903 000 €)[114],[115]

### Directions
Fin avril 2018, Korian crée une direction du développement international pour structurer et accélérer sa présence sur d’autres marchés européens.

### Autres personnalités notables
- Philippe Denormandie, chirurgien orthopédique, directeur général adjoint de 2007 à 2017 ; ancien président de « l’institut du Bien Vieillir Korian », « Fondation Korian », co-présidée par Sophie Boissard. (il est le père de Julien Denormandie, ministre du logement puis de l'agriculture)[117]
- Claude Malhuret, sénateur, ancien secrétaire d’État entre 1986 et 1988, maire de Vichy entre 1989 et 2017 (directeur du développement éthique de Korian de 2006 à 2014)[117].
- Grégory Emery, ancien directeur général adjoint de la santé, ancien conseiller sécurité sanitaire au cabinet d'Olivier Véran, s'est vu interdire de rejoindre le groupe Korian par la Haute Autorité pour la transparence de la vie publique (HATVP) en mars 2021[118].

## Actionnaires

### Actionnariat
| Actionnaires                                     | Pourcentage en part |
| ------------------------------------------------ | ------------------- |
| Predica (Prévoyance Dialogue du Crédit Agricole) | 26,00 %             |
| Ker Holding (HLD)                                | 25,20 %             |
| Flat Footed                                      | 12,90 %             |
| Leima Valeurs                                    | 5,60 %              |
| Auto-détention                                   | 0,10 %              |
| Flottant                                         | 30,20 %             |

### Dividendes
Clariane n'a versé aucun dividende au titre des exercices 2024 et 2024.

## Lobbying
Pour l'année 2018, Korian déclare à la Haute Autorité pour la transparence de la vie publique exercer des activités de lobbying en France pour un montant qui n'excède pas 200 000 €.

## Critiques et controverses

### Mouvements sociaux
Le groupe Korian fait face à des mouvements sociaux (grèves ou débrayages) dans plusieurs de ses établissements, notamment : grève de la quasi-totalité du personnel dans la clinique des Grands-Chênes à Bordeaux en décembre 2015 (« dégradations des conditions de travail, moyens en baisse par rapport aux besoins » et gel des salaires),,, grève à Niort en février 2016 (manque de moyens et de personnel), grève massive à Marseille en avril 2016 (conditions de travail et manque de moyens humains), débrayage à Alençon en mars 2017 (conditions de travail), grève nationale fin janvier 2018 dans les maisons de retraite dont celles du groupe Korian,,, manifestation et pétition à Vauvenargues en mars 2018 (conditions de travail, manque de personnel), débrayage à Neuville-Saint-Rémy le même mois (manque de moyens humains), débrayage à Labarthe-sur-Lèze en mai 2018 (mal-être au travail, turn-over, manque d'hygiène et de personnel),, grève d'un tiers environ des salariés à Chartres en septembre 2018 (les grévistes réclament la création de 4,5 équivalents temps plein). Pour répondre à ces mouvements, Korian a signé, fin 2017, son premier accord sur la qualité de vie au travail avec la CFDT et l’UNSA. En juin 2018, dans une interview au journal Le Parisien, Sophie Boissard, directrice de Korian, a aussi indiqué que le Groupe investissait chaque année 100 millions d’euros pour la modernisation des établissements.

### Épidémie de grippe mortelle à Lyon
Entre le 23 décembre 2016 et le 7 janvier 2017, treize résidents de l'établissement d'hébergement pour personnes âgées dépendantes (Ehpad) Korian « Berthelot » de Lyon meurent d'une épidémie de grippe, qui touche soixante-douze personnes âgées au total. Informé par l'Agence régionale de santé (ARS) de la région Auvergne-Rhône-Alpes de cette situation, à la suite d'un signalement par l’établissement, le Ministère des Affaires sociales et de la Santé a envoyé sur place le directeur général de la Santé le 6 janvier qui a constaté que les mesures de prévention étaient bien mises en place. Le groupe indique que sa politique de soins est « reconnue » et « conforme aux recommandations du ministère ». À la demande de Marisol Touraine, la ministre des Affaires sociales et de la Santé, l'Inspection générale des affaires sociales (IGAS) diligente une enquête. Le 9 janvier, Europe 1 publie alors le témoignage d'une parente de résidente et d'une ancienne salariée de l'établissement qui mettent en cause la qualité et la fréquence des soins apportés aux résidents ainsi que le manque d'hygiène. Le groupe indique que sa politique de soins est « reconnue » et « conforme aux recommandations du ministère » ; Les Échos évoque un « emballement médiatique soudain pour [un] groupe reconnu pour ses compétences par des professionnels de santé ». Dans un rapport du 6 février 2017 jugé « sévère » par Le Figaro, l'IGAS conclut que « seul l’assouplissement des mesures autour du jour de Noël et le défaut de vaccination des professionnels et des résidents peuvent être incriminés pour expliquer la difficile maîtrise de cette épidémie » — relâchement que conteste Korian — et pointe un retard dans la vaccination des résidents.

### Accusations de course au profit et de maltraitance
En octobre 2017, l'émission télévisée Pièces à conviction, dans une enquête signée par Xavier Deleu intitulée « Maisons de retraite : les secrets d'un gros business », pointe notamment un Ehpad Korian de Marseille « où les économies réalisées […] mettent en danger la vie des résidents ». Le journaliste évoque également trois aide-soignantes de cet établissement qui ont initié un recours aux prud'hommes après leur licenciement pour faute grave après un conflit avec leur hiérarchie ; l'une d'entre elles aurait simplement demandé une couche pour adulte supplémentaire, alors que le groupe Korian aurait établi une dotation journalière par résident (trois couches pour la journée et une pour la nuit). Au lendemain de la diffusion de cette émission, les salariés de la maison concernée à Marseille ont publié une lettre ouverte dans laquelle ils expriment leur indignation face au contenu de cette émission qui ne reflète pas selon eux le quotidien de la résidence. Le groupe Korian a, par ailleurs, déposé plainte auprès du Procureur de la République le 20 septembre 2017.
En septembre 2018, le magazine télévisé Envoyé spécial présenté par Élise Lucet diffuse un reportage dédié aux conditions d'hébergement et de prise en charge des personnes âgées dépendantes dans les Ehpad privés à but lucratif, en particulier des groupes Orpea et Korian. Ils sont accusés de « graves carences », estime LCI : notamment en cause, un manque de personnel soignant et des moyens matériels insuffisants pour les patients, tandis que ces groupes feraient la course aux profits,.
En mars 2022, Cash investigation affirme que le groupe Korian (ainsi qu'Orpéa et DomusVi, d'autres groupes d'EHPAD) place le rendement du capital au dessus du bien-être des résidents et du bon fonctionnement de leurs établissements. Dans cette émission d'enquête sont notamment montrés des montages fiscaux, des problèmes de recrutement d'employés non-qualifiés et une certaine maltraitance des résidents. La directrice du groupe Sophie Boissard conteste ces d'allégations. Cash Investigation lui répond,.

### Plaintes massives déposées par les familles des résidents
En juin 2022, dix-huit familles représentées par l'avocate Sarah Saldmann, déposent trente plaintes contre X visant des établissements Korian pour « mise en danger de la vie d'autrui », « non-assistance à personne en danger » et « homicide involontaire ». L'ensemble de ces plaintes sont déposées aux quatre coins du territoire français (Aix, Bourges, Le Mans, Bobigny, Paris, Marseille, Pau, Niort, Versailles et Nantes). Le groupe déclare dans un premier temps qu'il ignore le contenu des plaintes et qu'il ne peut donc faire aucun commentaire.

### Intoxications alimentaires mortelles
Le décès, en 2019, de cinq résidents de la maison de Lherm, probablement en raison d'une intoxication alimentaire, met à mal l'image du groupe,. Le drame conduit la ministre des solidarités et de la santé, Agnès Buzyn, à se rendre sur place pour rencontrer les familles de victimes et le personnel. Des expertises pointent ultérieurement de « graves manquements en matière d'hygiène et de sécurité ». Le groupe Korian a indiqué ne pas être en mesure de commenter cette information.

### Épidémie de Covid-19
Le 4 avril 2020 une enquête de France Inter fait ressortir de graves dysfonctionnements dans la gestion de l'épidémie au sein de la résidence Bel Air de Clamart. « Jusqu'au bout, le groupe Korian aura nié avoir le moindre cas de Covid-19 » dans cet Ehpad.
À cette même date, le nombre de décès dans la résidence Korian La Riviera, située à Mougins près de Cannes, s'élevait à 29 personnes sur les 110 résidents. Selon le président du département, à lui seul « cet établissement (La Riviera) compte quasiment autant de victimes que tout le département des Alpes-Maritimes, pourtant peuplé d’un million d’habitants ». Dans cette circonstance, une plainte contre X a été engagée par la famille d'une résidente. Le 10 avril, trois autres familles en font de même, et le maire de Mougins se porte partie civile au nom de la municipalité, alors que le nombre de décès s'élève à 36. Le groupe Korian a indiqué souhaiter que « toute la lumière soit faite », estimant que les autorités sanitaires locales ont tardé à réagir et à prendre la mesure de la situation, l’EHPAD de Mougins étant le premier touché dans la région.
Le 6 avril 2020, les syndicats UNSA / CFDT Korian lancent une pétition contre de prétendues « attaques » dont leur groupe ferait l’objet.
En janvier 2020, face à la dégradation de la situation, certains établissements commencent à mettre en place le plan bleu : Korian, en partenariat avec les agences régionales de santé, équipent matériellement les établissements.
Un article de Libération du 19 avril 2020 rapporte que « depuis le 1er mars 2020, 511 décès sont attribués au Covid-19 dans les établissements de l'entreprise[...]. Un bilan probablement loin de la réalité du désastre, les décès de résidents survenus à l’hôpital n’y étant pas intégrés ».
Le 27 avril 2020, Sophie Boissard a annoncé le nombre de 606 décès dans l'ensemble des maisons de retraite Korian.
Sophie Boissard indique également que l’activation du « plan Vigilance Korian » a été ordonnée dans tous les établissements du groupe en Europe dès le 25 février 2020, soit 17 jours avant les recommandations des autorités de santé, que le port du masque a été généralisé dans tous les établissements du groupe dès le 21 mars, avec une distribution de 100 masques par jour et par établissement, quand les autorités l’ont imposé le 6 avril 2020,et que le groupe a lancé le 13 avril 2020 un plan de dépistage généralisé de ses résidents et de l’ensemble de son personnel qui devrait se terminer le 6 mai prochain.
Aucun salarié du groupe Korian n’a fait valoir son droit de retrait depuis le début de l’épidémie et le groupe a recruté 3 000 personnes depuis le 1er mars pour faire face à cette crise sanitaire sans précédent,.
Dans un article du journal 20 Minutes du 27 avril 2020, une divergence apparaît entre syndicats : « SUD, FO et la CGT ont déploré lundi dans un communiqué une "hécatombe de décès parmi les résidents", et dénoncé le "manque de réaction" de la direction de l’entreprise », tandis que « la CFDT et l’Unsa avaient fustigé la semaine dernière un "acharnement" contre Korian et un "traitement de l’information particulièrement à charge, de la part de certains médias" ». Le groupe prévoit de verser 54 millions d’euros de dividendes à ses actionnaires.
Le groupe porte plainte contre le quotidien Libération, estimant qu'un article du quotidien daté du 20 avril 2020 est diffamatoire.
Selon Mediapart, plusieurs plaintes ont été déposées par des parents de personnes âgées mortes après avoir contracté le virus dans des établissements Korian. Le groupe aurait fait pression par l'intermédiaire d'avocats sur des proches de personnes décédées dans un de ses Ehpad de la banlieue parisienne.
Le 19 mai 2020, le Procureur de la République de Nanterre ouvre une enquête préliminaire à la suite du dépôt de quatre plaintes contre X pour des faits d’homicide involontaire, mise en danger de la vie d’autrui et non-assistance à personne en danger. L'enquête est confiée à la brigade de la répression de la délinquance contre la personne de la préfecture de police pour des faits susceptibles de s'être déroulés au sein de trois Ehpad du département des Hauts-de-Seine.
Le 20 mai, le Parquet de Paris ouvre deux enquêtes à la suite de plaintes pour mise en danger de la vie d'autrui.

### Rétrocommissions et marges arrière
Dans son livre Les Fossoyeurs, Victor Castanet dénonce la pratique de rétrocommissions et de marges arrière dans ce secteur médicosocial, entre autres le groupe Korian.
Une alerte lancée le 9 octobre 2014 par l'ancien ministre de la santé Claude Évin, alors directeur de l'agence régionale de santé d'Île-de-France, avait dénoncé les procédés similaires du groupe Orpea auprès de Laurence Rossignol, secrétaire d'État chargée de la Famille, de l'Enfance, des Personnes âgées et de l'Autonomie, cette alerte est restée sans aucune suite administrative,. En 2014, le PDG de Korian est Yann Coléou, nommé à la tête du groupe Almaviva Santé en 2019.
Interrogé par Le Journal du dimanche le 29 janvier 2022, Korian assure que les « procédures d’achat » ont évolué depuis 2014 avant d’ajouter : « nous n’avons pas de pratiques de remises à postériori. Nous négocions des tarifs et ils sont applicables à l’ensemble des établissements du groupe ».
En janvier 2022, Korian explique que le dossier est clôturé depuis 2015 et qu’aucune sanction n'a été prononcée. Au vu des éclaircissements apportés et après transmission de l'ensemble des contrats passés avec les fournisseurs concernés, aucune sanction n'a été prononcée à l'égard de l'entreprise et l'Agence a clos le dossier en 2015", a ajouté le groupe.[réf. souhaitée]

## Communication

### Identité visuelle

Logo de Korian de 2015 à 2020.
Logo de Korian depuis février 2020.
Logo Clariane depuis 2023

### Fondation Korian
En 2017, Sophie Boissard annonce la création de la « Fondation Korian du Bien Vieillir »,,. La fondation réalise des baromètres ainsi que des études,,. La Fondation est aussi active en Allemagne.